# Nico Nicolaiewsky
Nelson Nicolaiewsky, mais conhecido como Nico Nicolaiewsky (Porto Alegre, 9 de junho de 1957 — Porto Alegre, 7 de fevereiro de 2014), foi um músico, compositor e humorista sul-rio-grandense e brasileiro. Era reconhecido no país pelo personagem "Maestro Pletskaya", do espetáculo "Tangos & Tragédias", que realizou durante 30 anos com Hique Gomez.

## Biografia

### Origens
Descendente de judeus da Bessarábia, Nico Nicolaiewsky começou a estudar piano clássico aos sete anos de idade, por ordem de sua mãe, e aos 13 anos, foi aprovado em um teste no Instituto de Belas Artes da Universidade Federal do Rio Grande do Sul, onde seguiu seus estudos até os 16 anos.

### Musical Saracura
Aos 21 anos, em 1978, foi um dos fundadores do "Musical Saracura", um dos mais importantes grupos de música urbana do Rio Grande do Sul no final dos anos 1970 e início dos anos 1980. Apesar disso, o Saracura lançou apenas um LP, em 1982.

### Tangos & Tragédias
Em 1984, criou juntamente com o Hique Gomez, a comédia musical Tangos & Tragédias, espetáculo que marcaria de maneira indelével sua carreira, ligando o personagem Maestro Pletskaya a sua pessoa e iria se tornar um fenômeno de público, principalmente no Rio Grande do Sul, trazendo ao músico reconhecimento nacional. Em 1987, iniciaram-se as apresentações no que seria a "segunda casa" de Nico, o palco do  Teatro São Pedro.
Entretanto, com o espetáculo ainda incipiente, ainda em 1984 Nico vai para o Rio de Janeiro, onde mora durante 10 anos para estudar com o eminente maestro Hans-Joachim Koellreuter. Neste período, em 1993, nasce sua filha, Nina Nicolaiewsky.

### Retorno ao Rio Grande do Sul e carreira solo
Ao retornar ao Rio Grande do Sul, lançou dois discos solo: Nico Nicolaiewsky (1996) e As Sete Caras da Verdade (2002). O primeiro contém valsas e canções líricas e virou trilha do filme Amores, de Domingos de Oliveira. O segundo consiste em uma ópera-cômica, onde Nico interpreta o vilão Rodolfo.
Em 2007, Nico Nicolaiewsky lançou seu terceiro disco, intitulado Onde Está o Amor? que, diferente dos anteriores, contém músicas de caráter mais pop. O disco foi produzido por John Ulhoa, guitarrista da banda Pato Fu.
Em 2013, montou o espetáculo "Música de Camelô", onde cantava sozinho ao piano, canções "super populares" segundo suas próprias palavras. O repertório incluía músicas desde "Ai Se Eu Te Pego", de Michel Teló, e "Tô Nem Aí", da cantora Luka, até a música do desenho animado japonês Pokémon e "Tchê Tchê Rerê" do cantor Gusttavo Lima, sugestões de sua filha Nina, que eram executadas com arranjos surpreendentes, bastante diferentes dos originais. Em entrevista ao site Filtro Cultural, Nico comentou o espetáculo: “preconceitos existem e é delicioso ver alguém se espantar no meio de uma canção ao se dar conta de que está gostando de uma música que julgava odiar”.

### Últimos dias e legado
Às vésperas de comemorar 30 anos do espetáculo Tangos & Tragédias, Nico recebeu o diagnóstico de leucemia mieloide aguda (LMA) e foi internado às pressas, no dia 23 de janeiro, no Hospital Moinhos de Vento, em Porto Alegre. O tratamento, no entanto, não foi suficiente para retardar o avanço da doença e ele morreu na madrugada do dia 7 de fevereiro de 2014, aos 56 anos.
Seu velório foi realizado no Teatro São Pedro, lugar simbólico na vida do músico. Desde 1987, o musical Tangos & Tragédias era apresentado todo verão no local, com ingressos sempre esgotados.
Ao recordar um show do Musical Saracura que havia assistido, o jornalista e crítico de arte gaúcho Renato Mendonça descreveu as qualidades que iriam permear a obra de Nico Nicolaiewsky: 
"O quarteto entrou em cena contido e silencioso, perfilou-se em frente ao palco e cantou à capela (sem acompanhamento musical) uma canção quase desconhecida. E calou o público. E incendiou o público por dentro. A lembrança serve para evocar aquelas que considero as qualidades fundamentais de Nico Nicolaiewsky: o poder e a coragem de surpreender, a determinação de indeterminar quaisquer fronteiras artísticas."

## Galeria de fotos
Fotos do dia 11 de janeiro de 2014, uma das últimas apresentações de Tangos & Tragédias antes da morte de Nico Nicolaiewsky.

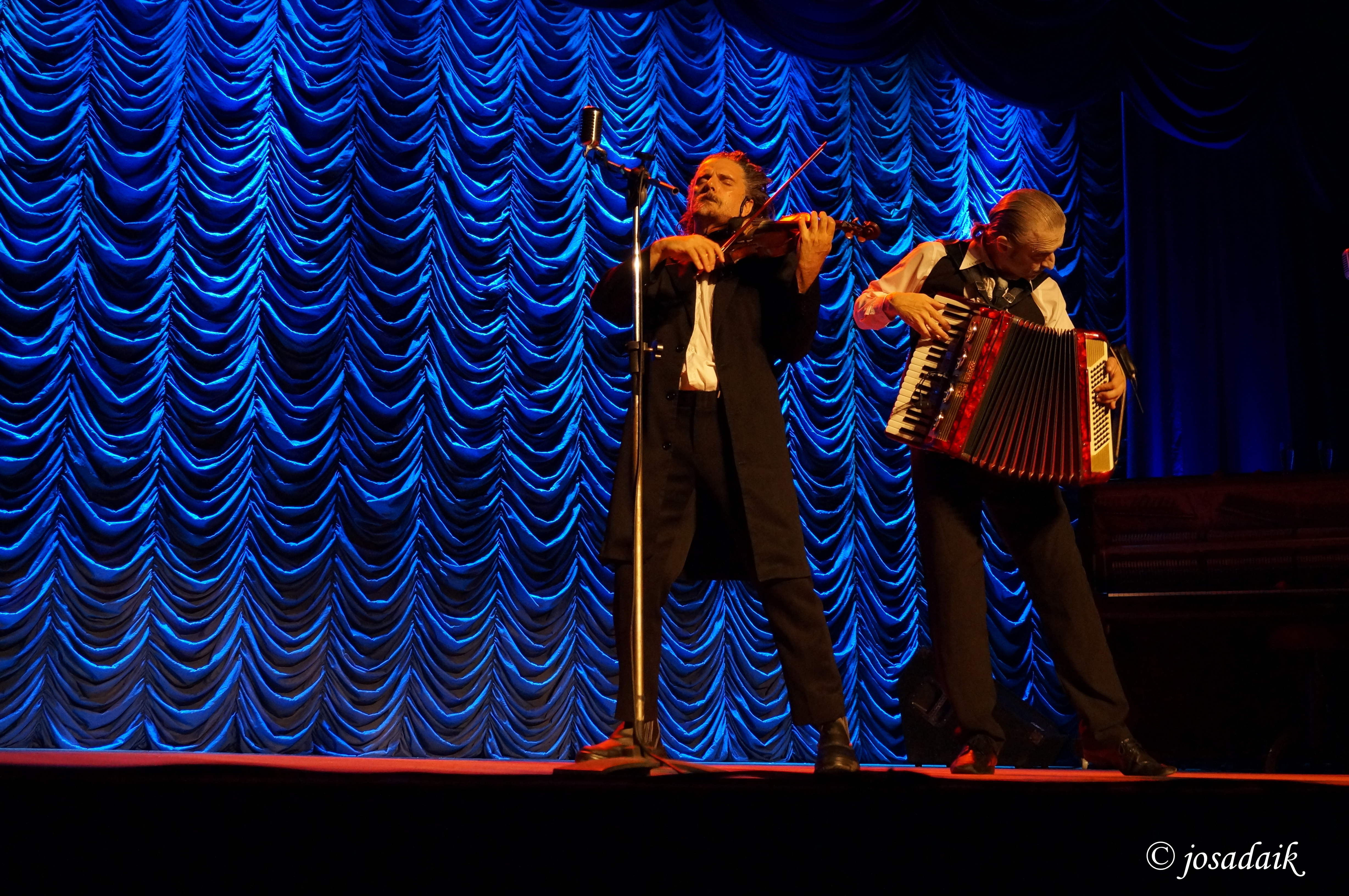
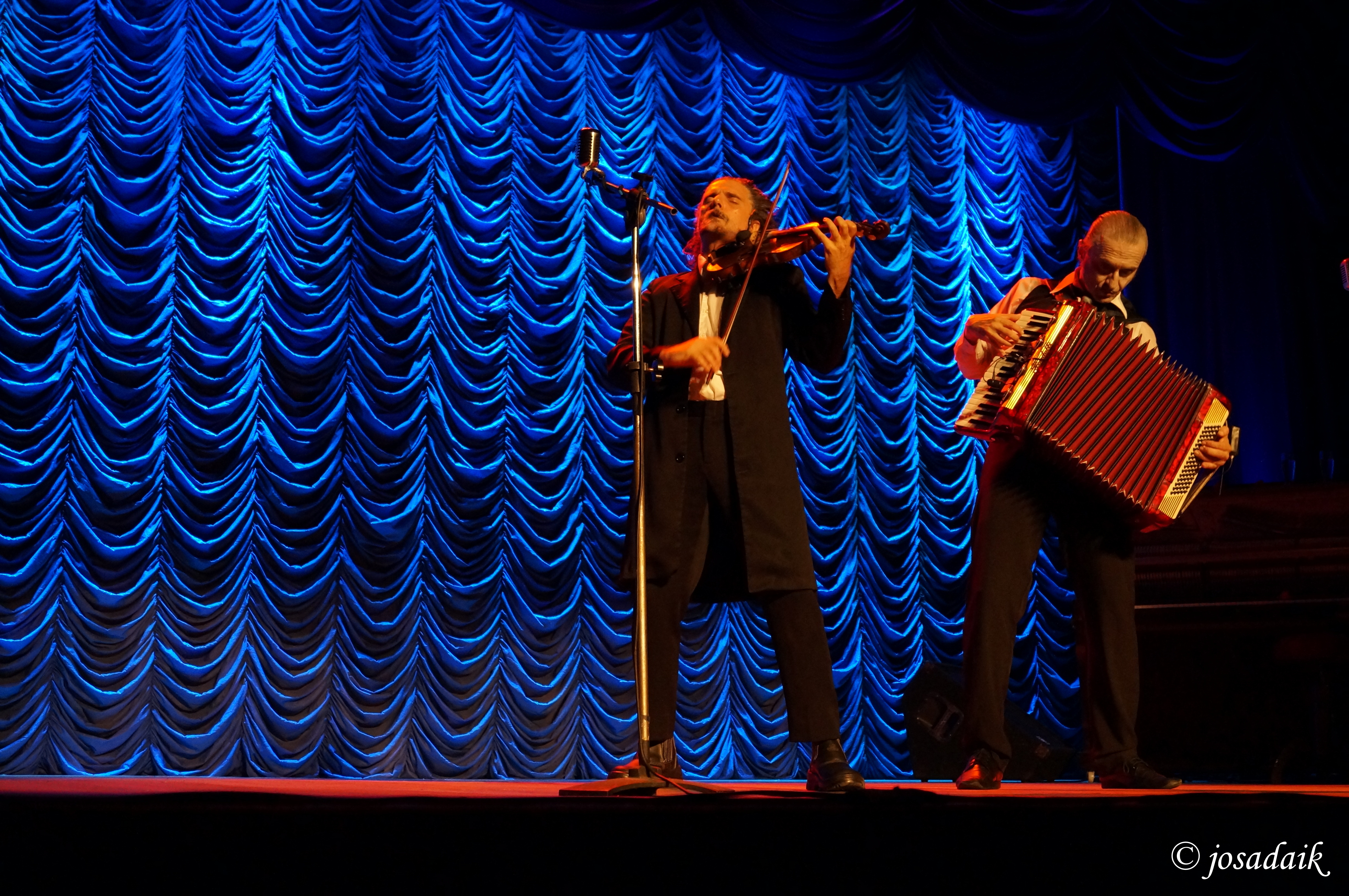
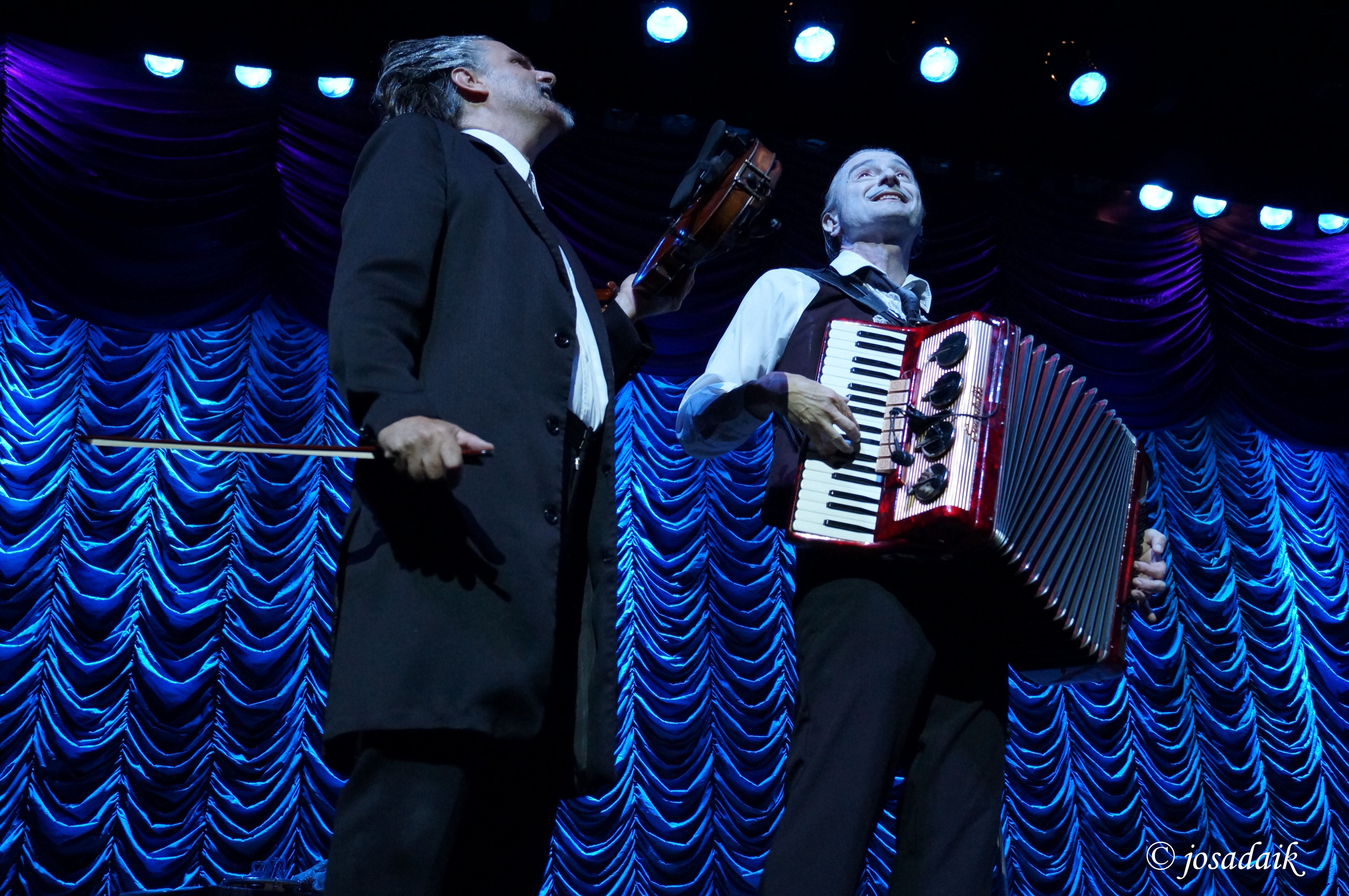
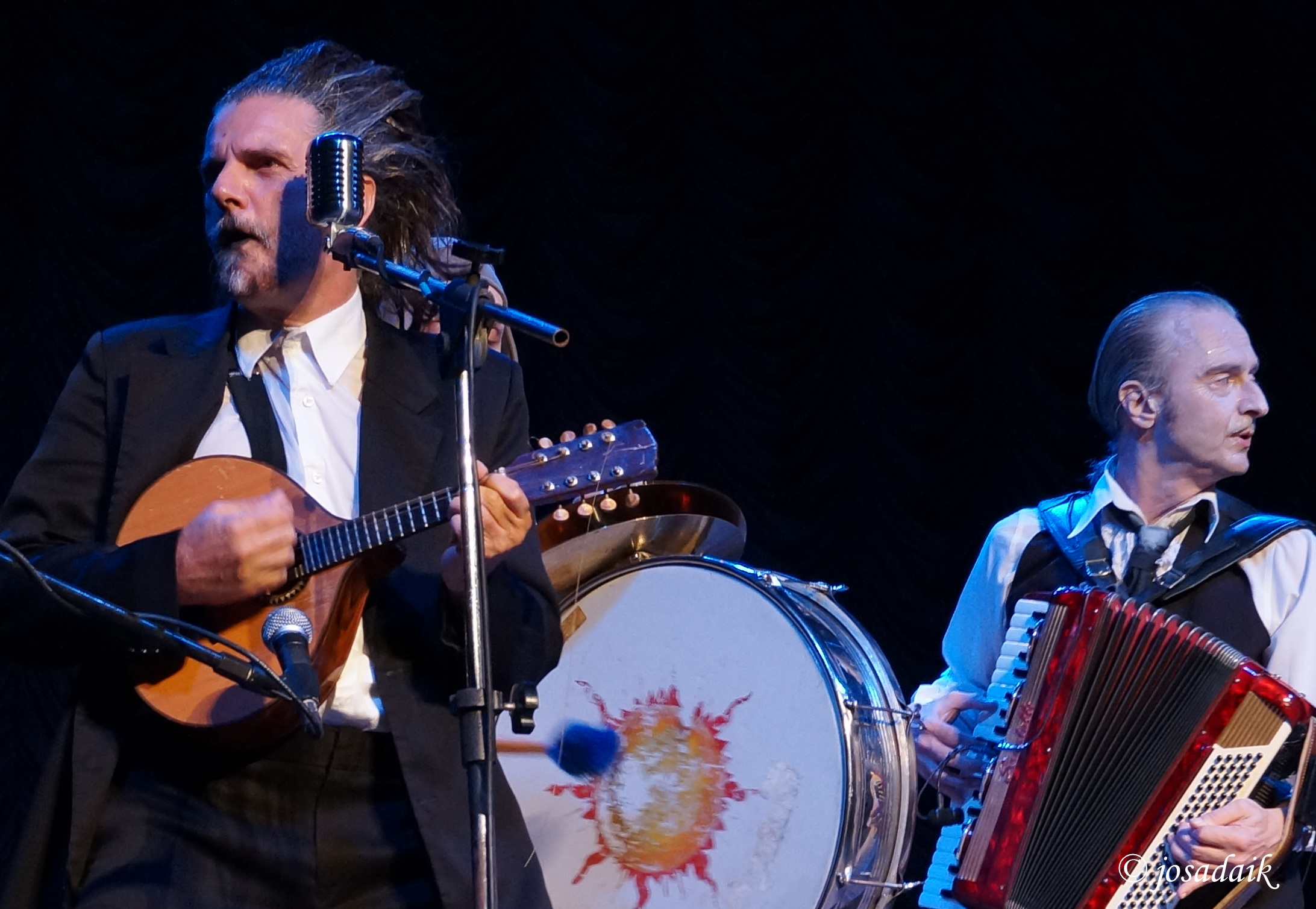
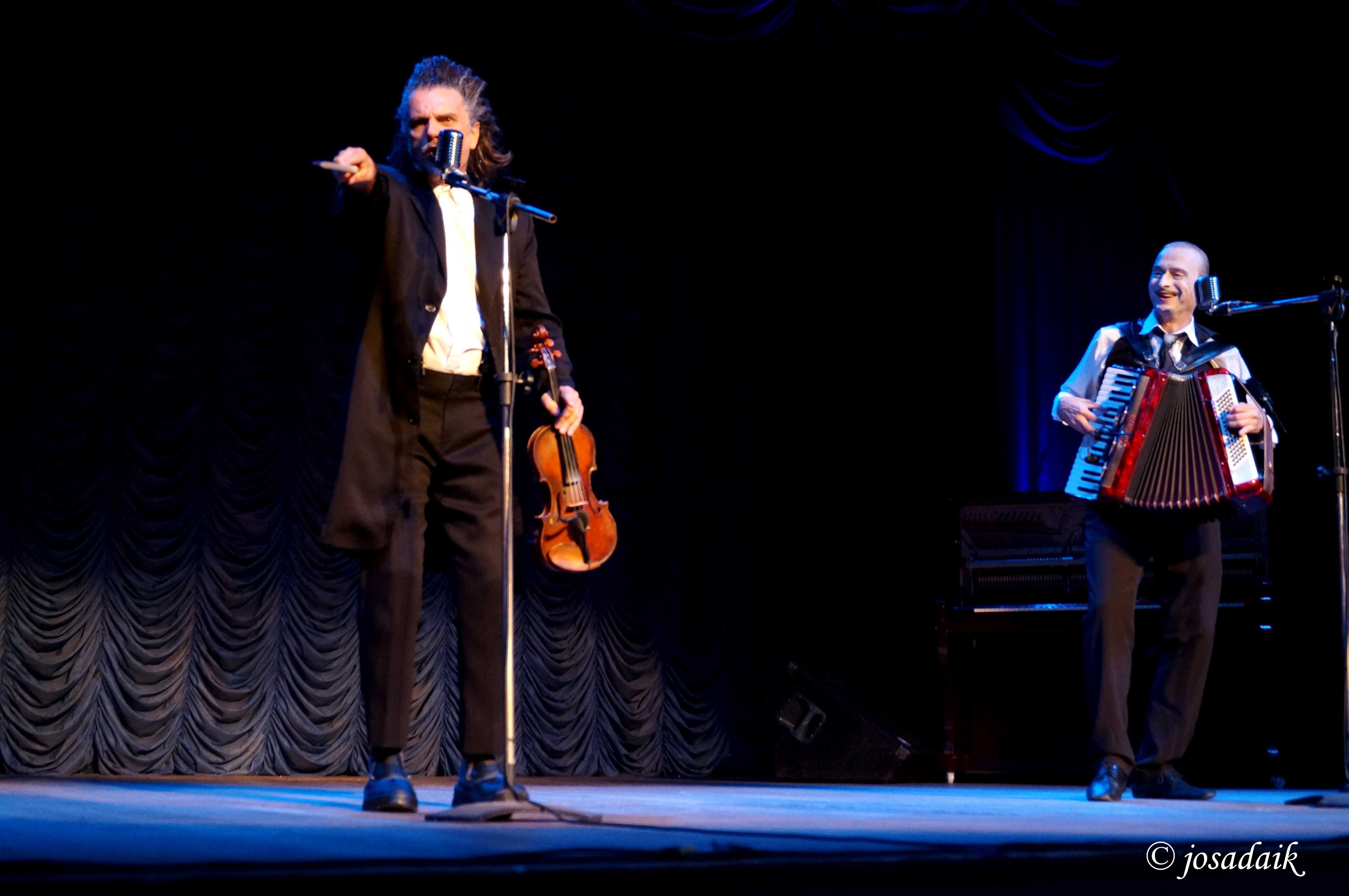
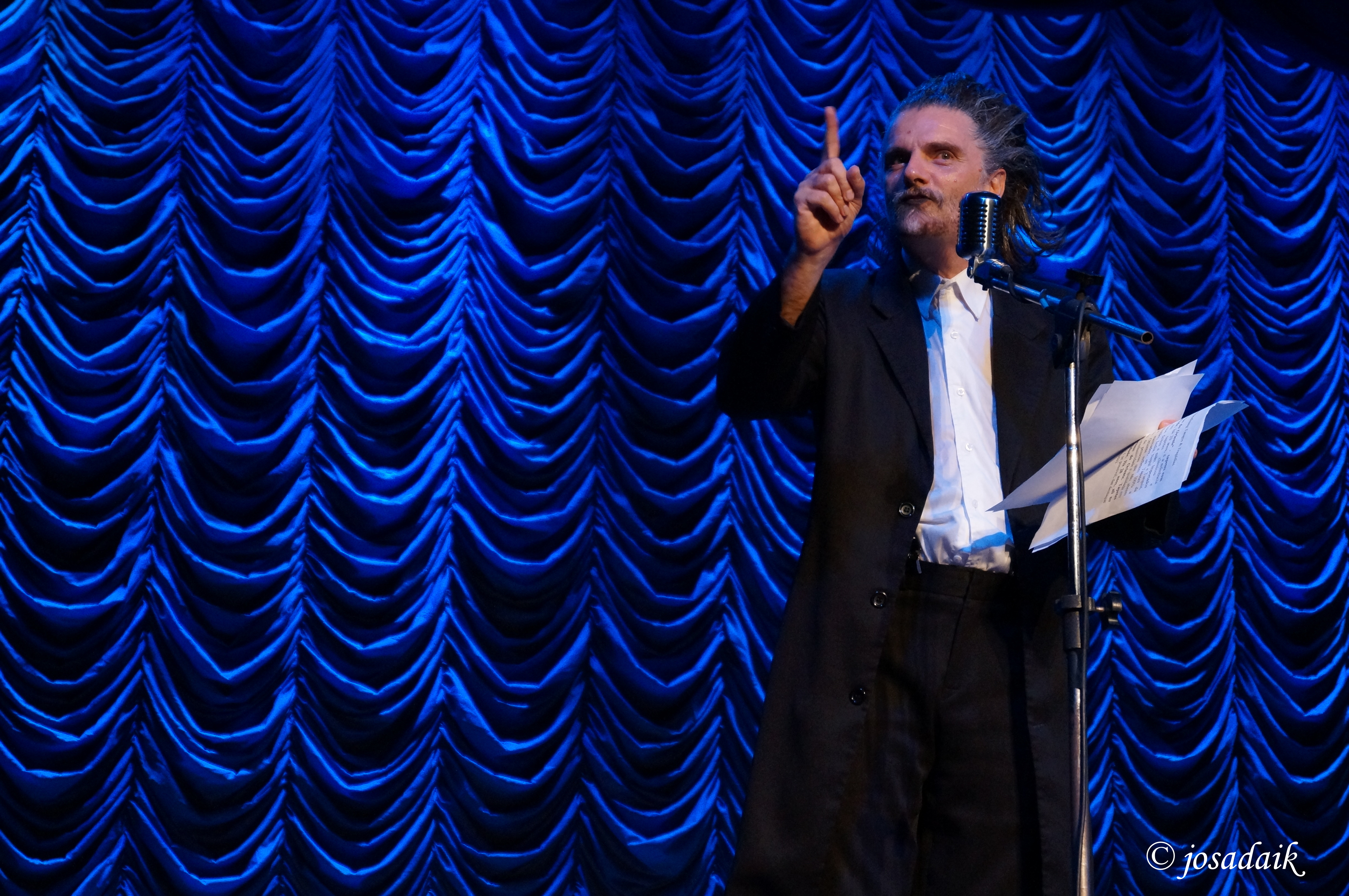
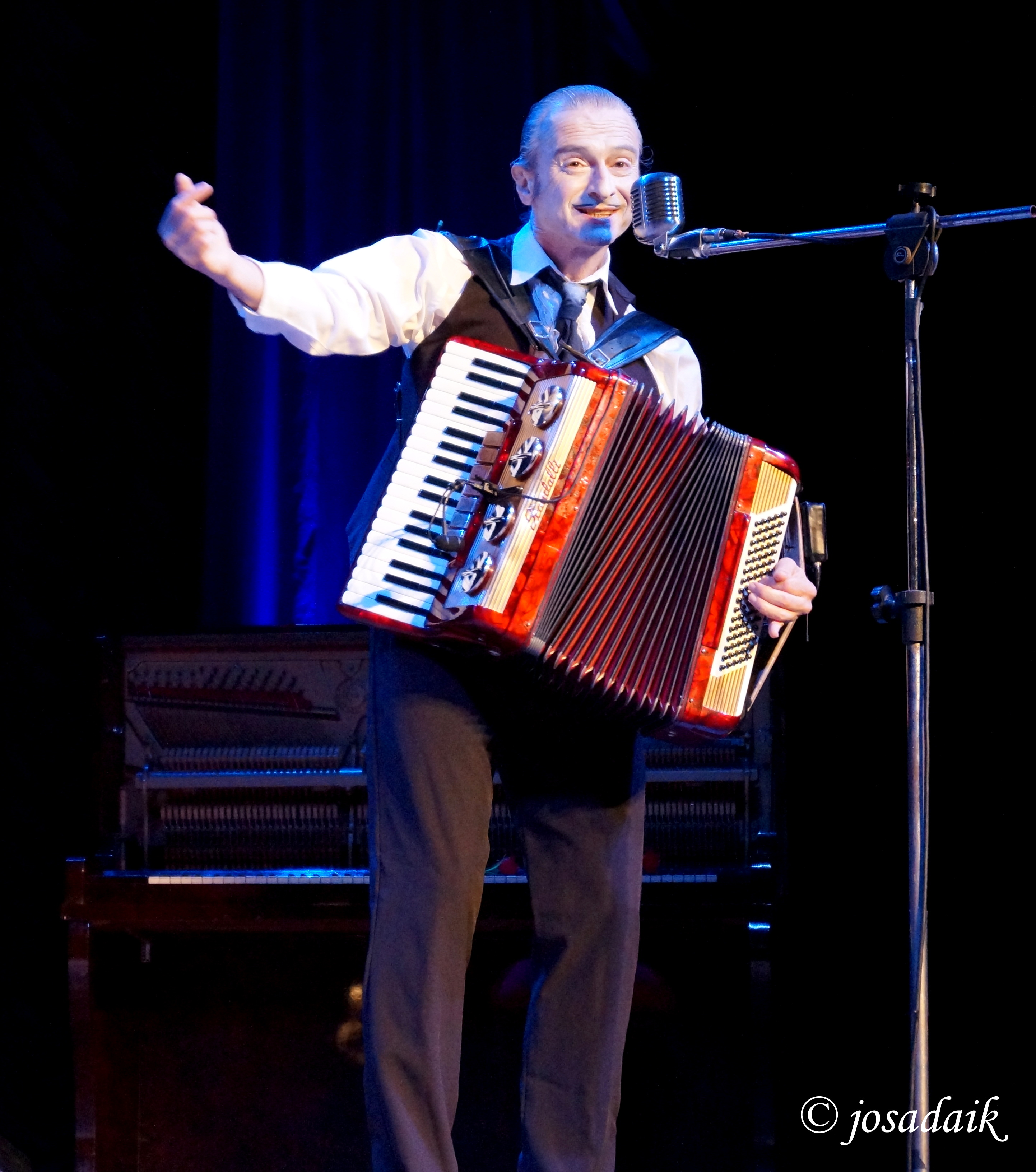
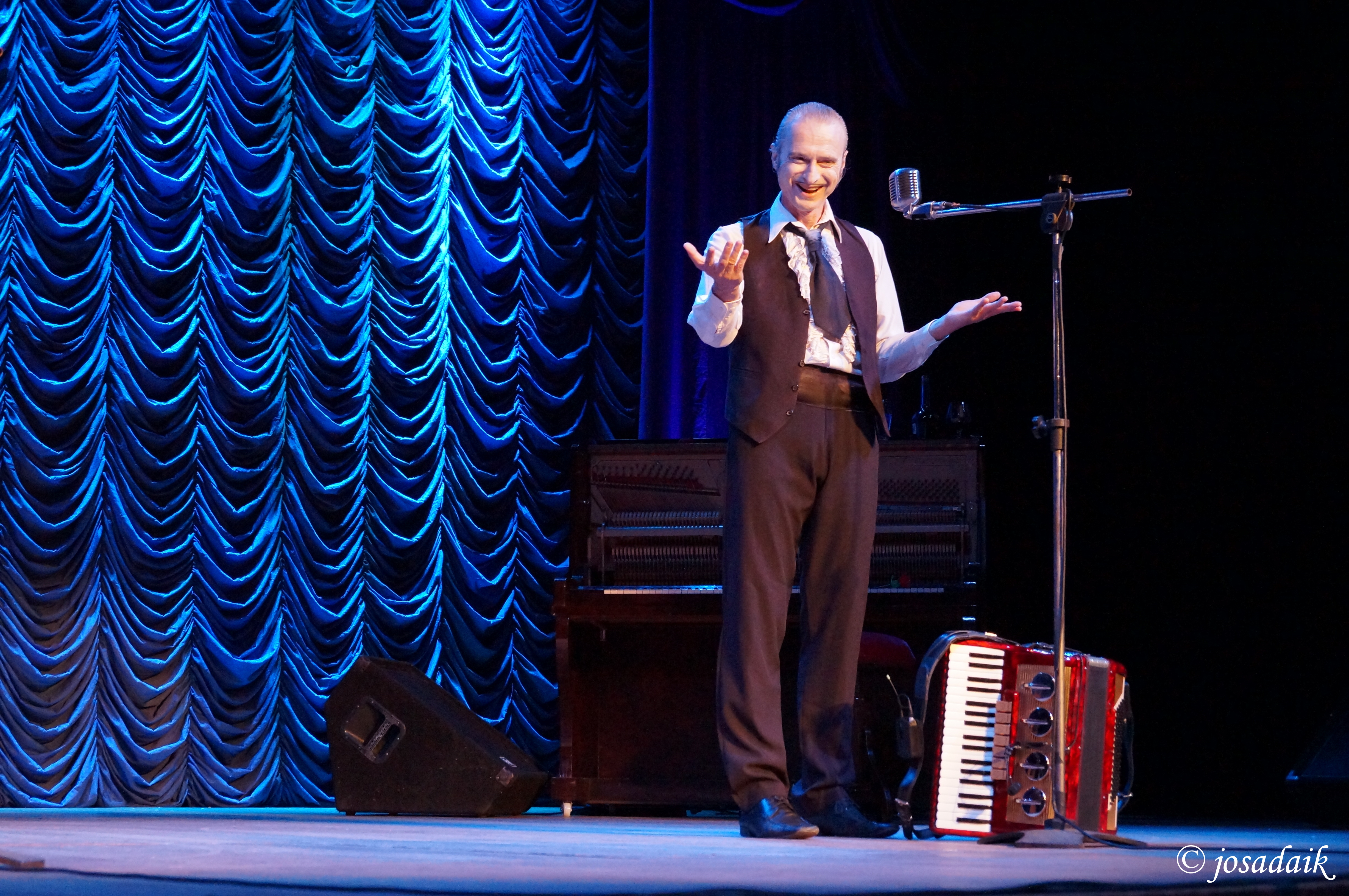

## Discografia
- 1995 –  Nico Nicolaiewsky (CD, Sbornia Records)
- 2004 – As Sete Caras da Verdade - Ópera Cômica em Quadrinhos (CD, Sbornia Records)
- 2008 – Onde Está o Amor? (CD, Sbornia Records)

### ComHique Gomez
- 1988 – Tangos & Tragédias (LP, Sbornia Records)
- 1997 – Tangos & Tragédias (CD, Sbornia Records)

### ComMusical Saracura
- 1982 – Saracura (LP, Continental Discos)

## Filmografia
2013
- Até que a Sbórnia nos Separe ... Maestro Pletskaya

## Prêmios e indicações

### Prêmio Açorianos
| Ano  | Categoria  | Indicação         | Resultado |
| ---- | ---------- | ----------------- | --------- |
| 1996 | Compositor | Nico Nicolaiewsky | Indicado  |